# 10258 Sarneczky
10258 Sarneczky este o planetă minoră (asteroid), cu un diametru de 14,275 km, din centura de asteroizi. A fost descoperită pe 6 ianuarie 1940 la Observatorul Konkoly de György Kulin și a fost numită după Krisztián Sárneczky⁠(d). 
Obiectul prezintă o orbită caracterizată de o semiaxă mare de 3,1591043 UAi, o excentricitate de 0,09, o înclinație de 14,19508 ° în raport cu ecliptica.